# Bugatti Type 18
Bugatti Type 18 "Garros" är en tävlingsbil, tillverkad av den franska biltillverkaren Bugatti mellan 1912 och 1914.
Bugatti byggde 6 eller 7 tävlingsbilar strax före första världskriget. Bilarna var betydligt större än den samtida Type 13 och uppvisar stora likheter med de bilar som Ettore Bugatti byggde åt Deutz, med bland annat kedjedrift. Motorn är dock typisk Bugatti, en femliters fyra med överliggande kamaxel och tre ventiler per cylinder.
Första kunden var franska flygarässet Roland Garros. Modellen kallas ”Garros” efter honom.
Vissa källor gör gällande att Bugatti tog med sig tre chassin när han lämnade Deutz och att dessa vagnar betecknades Type 16.